# Pygommatius grossus
Pygommatius grossus là một loài ruồi trong họ Asilidae. Pygommatius grossus được Scarbrough & Marascia miêu tả năm 2003.